# Hermann Boethke
Hermann Wilhelm Boethke, auch Böthke, (* 30. Dezember 1833 in Bromberg; † 25. Oktober 1912 in Potsdam) war ein deutscher Jurist und Richter. Er war zuletzt als Reichsgerichtsrat tätig.

## Leben
Er war der Sohn des früh verstorbenen Bromberger Bürgermeisters Karl August Boethke (1797–1840). Nach seinem Abitur 1851 an der Lateinschule des Waisenhauses in Halle studierte er Rechtswissenschaften an der Albertus-Universität Königsberg.
1855 wurde er auf den preußischen König vereidigt und als Auskultator in Bromberg eingesetzt. 1864 wurde er Kreisrichter. Er war lange Jahre in Wongrowitz tätig. Im Jahre 1878 wurde er zum Kreisgerichtsdirektor ernannt. Nach den Justizreformen des Gerichtsverfassungsgesetzes von 1879 lautete sein Titel Amtsgerichtsrat; 1881 wurde er zum Oberlandesgerichtsrat ernannt und 1889 kam er an das Reichsgericht. Er war im IV. und VI. Zivilsenat tätig.
Mit seinem Eintritt in den Ruhestand im Juni 1900 wurde ihm der Rote Adlerorden II. Klasse mit Eichenlaub verliehen.

## Schriften (Auswahl)
- Bemerkungen über die Beschlagnahme und deren civilrechtliche Wirkungen im Preußischen Rechte. In: Beiträge zur Erläuterung des deutschen Rechts, 16. Jahrgang 1872, S. 845.
- Zur Auslegung des § 17 Abs. 2 des Gerichtsverfassungsgesetzes. In: Beiträge zur Erläuterung des deutschen Rechts, 46. Jahrgang 1902, S. 209.
- Zur 25jährigen Gedenkfeier der Errichtung des Reichsgerichts. In: Deutsche Juristen-Zeitung, 9. Jahrgang 1904, Sp. 875.
- Ist der Widerspruch des Vermieters gegen die Entfernung der seinem gesetzlichen Pfandrecht unterliegenden Sachen des Mieters von dem Grundstücke nicht zulässig, wenn die Entfernung im Vollstreckungswege für einen anderen Gläubiger des Mieters erfolgt? In: Beiträge zur Erläuterung des deutschen Rechts, 50. Jahrgang 1906, S. 262.